# Boucles de la Mayenne
El Boucles de la Mayenne es una carrera ciclista profesional por etapas que se disputa anualmente en Francia en el mes de junio, en el departamento de Mayenne.
La carrera fue creada en el año 1975 y se viene disputando sin ninguna interrupción, hasta el año 2004 fue una carrera amateur. Desde la creación de los Circuitos Continentales UCI en 2005 entró a formar del UCI Europe Tour dentro de la categoría 2.2 y desde 2014 ascendió a categoría 2.1.
Como carrera amateur el número de etapas en la competencia fue variable, desde entonces, a partir de su ascenso a la categoría del profesionalismo siempre se ha disputado sobre cuatro etapas. 

## Palmarés
| Año                     | Ganador              | Segundo                | Tercero                |
| ----------------------- | -------------------- | ---------------------- | ---------------------- |
| ediciones amateur       |                      |                        |                        |
| 1975                    | Alain Meslet         | Patrice Testier        |                        |
| 1976                    | Patrice Testier      |                        |                        |
| 1977                    | Patrick Guay         |                        | Serge Coquelin         |
| 1978                    | Marc Gomez           |                        |                        |
| 1979                    | Marc Madiot          |                        |                        |
| 1980                    | Serge Coquelin       | Jean-Luc Moreul        |                        |
| 1981                    | René Tremblay        | Philippe Tranvaux      | Alain Bizet            |
| 1982                    | Serge Coquelin       | Philippe Tranvaux      |                        |
| 1983                    | Hubert Graignic      |                        |                        |
| 1984                    | Serge Coquelin       |                        | François Lemarchand    |
| 1985                    | Zbigniew Krasniak    |                        |                        |
| 1986                    | Gaëtan Leray         |                        | Dominique Le Bon       |
| 1987                    | Philippe Dalibard    |                        |                        |
| 1988                    | Laurent Bezault      |                        | Pierre-Henri Menthéour |
| 1989                    | Philippe Dalibard    | Pascal Churin          |                        |
| 1990                    | Jean-Cyril Robin     |                        |                        |
| 1991                    | Pascal Basset        |                        | Philippe Dalibard      |
| 1992                    | Pascal Hervé         | Jean-Christophe Currit | Pascal Churin          |
| 1993                    | David Derique        |                        | Jean-Philippe Rouxel   |
| 1994                    | Gérald Bigot         | Nicolas Jalabert       |                        |
| 1995                    | Stéphane Conan       |                        | Camille Coualan        |
| 1996                    | David Delrieu        |                        |                        |
| 1997                    | Christophe Thébault  |                        | Franck Trottel         |
| 1998                    | Martial Locatelli    | Ludovic Turpin         |                        |
| 1999                    | Stéphane Pétilleau   | Franck Renier          | Raphael Jeune          |
| 2000                    | Stéphane Pétilleau   | Frédéric Delalande     | Guillaume Judas        |
| 2001                    | Arnaud Chauveau      | Юрій Кривцов           | Stéphane Cougé         |
| 2002                    | Freddy Bichot        | Frédéric Lecrosnier    | Franck Champeymont     |
| 2003                    | Sandro Güttinger     | Bas Giling             | David Le Lay           |
| 2004                    | Sébastien Duret      | Cyril Lemoine          | Jean-Luc Delpech       |
| ediciones profesionales |                      |                        |                        |
| 2005                    | Aleksandr Kuschynski | Andrey Pchelkin        | Stefano Boggia         |
| 2006                    | Koji Fukushima       | Markus Eichler         | Nicolas Rousseau       |
| 2007                    | Nicolas Vogondy      | Bobbie Traksel         | Niels Albert           |
| 2008                    | Freddy Bichot        | Franck Charrier        | Thomas Berkhout        |
| 2009                    | Janek Tombak         | Rémi Cusin             | Lilian Jégou           |
| 2010                    | Jérémie Galland      | Grégory Habeaux        | Guillaume Malle        |
| 2011                    | Jimmy Casper         | Sébastien Turgot       | Steven Tronet          |
| 2012                    | Laurent Pichon       | Nico Sijmens           | Alexandr Pliuschin     |
| 2013                    | David Veilleux       | Marc Fournier          | Florian Vachon         |
| 2014                    | Stéphane Rossetto    | Brice Feillu           | Mike Teunissen         |
| 2015                    | Anthony Turgis       | Andrea Pasqualon       | Pierre-Luc Périchon    |
| 2016                    | Bryan Coquard        | Anthony Delaplace      | Thomas Boudat          |
| 2017                    | Mathieu van der Poel | Johan Le Bon           | Clément Venturini      |
| 2018                    | Mathieu van der Poel | Romain Seigle          | Eli Iserbyt            |
| 2019                    | Thibault Ferasse     | Mauricio Moreira       | Bryan Coquard          |
| 2021                    | Arnaud Démare        | Philipp Walsleben      | Kristoffer Halvorsen   |
| 2022                    | Benjamin Thomas      | Benoît Cosnefroy       | Alex Aranburu          |
| 2023                    | Oier Lazkano         | Arnaud Démare          | Axel Zingle            |
| 2024                    | Alberto Bettiol      | Benoît Cosnefroy       | Axel Zingle            |
| 2025                    |                      |                        |                        |

## Palmarés por países
| País          | Victorias |
| ------------- | --------- |
| Francia       | 39        |
| Países Bajos  | 2         |
| Polonia       | 1         |
| Suiza         | 1         |
| Bielorrusia   | 1         |
| Japón         | 1         |
| Estonia       | 1         |
| Canadá        | 1         |
| España        | 1         |
| Italia        | 1         |
| Nueva Zelanda | 1         |